# HD 192538
HD 192538，又名BD+36 3949，SAO 69653、HR 7734，是一颗恒星，视星等为6.45，位于銀經74.23，銀緯1.14，其B1900.0坐标为赤經20h 10m 20.1s，赤緯+36° 1.14′ 5″。